# Solanum quaesitum
Solanum quaesitum är en potatisväxtart som beskrevs av Conrad Vernon Morton, Henry Allan Gleason och Albert Charles Smith. Solanum quaesitum ingår i släktet skattor som ingår i familjen potatisväxter. Inga underarter finns listade i Catalogue of Life.